# Irene Bae
Bae Joo-hyun (în coreeană: 배주현; n. 29 martie 1991, Daegu, Coreea de Sud), cunoscută și ca Irene, este o cântăreață, rapperiță, actriță și model din Coreea de Sud, membră și lider a trupei k-pop de fete Red Velvet care a debutat în 2014.

## Viata si cariera
Irene Bae s-a născut pe 29 martie 1991 în orașul Daegu, Coreea de Sud , sub numele de Bae Joo-Hyun.  

## Filmografie

### Gazdă
- 2015 - Music Bank[4]

### Film
- 2015 - SMTown: The Stage[5]

### Seriale TV
- 2016 - Descendants of the Sun[6]
- 2017 - Women at a Game Company

## Vezi și
- Red Velvet